# تضيق نخاعي قطني
التضيق النخاعي القطني (اختصارًا LSS) هو حالة طبية يتضيق فيها النفق الفقري ليضغط الأعصاب والأوعية الدموية في مستوى الفقرات القطنية. قد يؤثر تضيق النفق الفقري أيضًا على الفقرات الرقبية أو الصدرية، وتُعرَف هذه الحالات بالتضيق النخاعي العنقي أو التضيق النخاعي الصدري. يمكن أن يسبب التضيق النخاعي القطني ألمًا أو أحاسيس غير طبيعية في أسفل الظهر أو الأرداف وغياب الإحساس (خدر) في الساقين أو الفخذين أو القدمين أو الأرداف أو فقدان السيطرة على المثانة والأمعاء.
ما زال السبب الدقيق للتضيق النخاعي القطني غير واضح. يكون تضيق الهياكل النخاعية مثل النفق الفقري أو التجاويف الجانبية أو الثقبة الفقرية (الفتحة التي يمر فيها جذر العصب الفقري) موجود، ولكنه ليس كافيًا لإحداث التضيق النخاعي القطني وحده. يملك العديد من الأشخاص الذين خضعوا للتصوير بالرنين المغناطيسي مثل هذه التغييرات، ولكنهم لا يعانون من تلك الأعراض. تظهر هذه التغييرات عادةً لدى الأشخاص الذين يعانون من تنكس العمود الفقري الذي يحدث مع الشيخوخة (على سبيل المثال: انفتاق القرص الفقري أو الانزلاق الغضروفي). قد يحدث التضيق النخاعي القطني أيضًا بسبب هشاشة العظام أو النوابت العظمية أو الأورام أو الرضوض أو خلل التنسج الهيكلي مثل خلل التنسج الضموري المشوه واللاتصنع الغضروفي.
يشخص الأطباء المتخصصون التضيق النخاعي القطني باستخدام القصة السريرية والفحص البدني والتصوير المقطعي المحوسب أو التصوير بالرنين المغناطيسي. قد يكون تخطيط كهربائية العضل مفيدًا إذا كان التشخيص غير واضح. ومن الوسائل التي تدعم تشخيص التضيق النخاعي القطني هي العمر والألم المنتشر الذي يتفاقم مع الوقوف أو المشي لفترات طويلة (العرج العصبي) ويخف بالجلوس أو الاستلقاء أو الانحناء إلى الأمام عند الخصر والمشي بخطوات واسعة. قد تتضمن العلامات المفيدة الأخرى: الضعف الموضوعي أو انخفاض الإحساس في الساقين وضعف المنعكسات في الطرفين السفليين وصعوبة التوازن. ترتبط جميع العلامات آنفة الذكر بشدة بالتضيق النخاعي القطني. يكون معظم الأشخاص الذين يعانون من التضيق النخاعي القطني مؤهلين للعلاج المحافظ غير الجراحي الأولي. تشمل العلاجات غير الجراحية الأدوية والعلاج الطبيعي وإجراءات الحقن. قد تحسن الجراحة من النتائج بشكل طفيف ولكنها تحمل مخاطر أكثر مقارنةً بالعلاج المحافظ. بشكل عام، توجد أدلة داعمة محدودة حول اختيار العلاج الجراحي أو غير الجراحي للأشخاص الذين يعانون من أعراض التضيق النخاعي القطني. وكذلك، الأدلة الداعمة لاستخدام الوخز بالإبر محدودة أيضًا.
يعد التضيق النخاعي القطني حالة شائعة تسبب اعتلالًا وعجزًا كبيرًا. ويعتبر السبب الأشيع لإجراء الأشخاص الذين تزيد أعمارهم عن 65 عام جراحة على العمود الفقري. تؤثر الحالة على أكثر من 200,000 شخص في الولايات المتحدة.

## العلامات والأعراض
يتطلب فهم معنى علامات وأعراض التضيق القطني فهم ماهية المتلازمة ومدى انتشارها. أكدت مراجعة حديثة للتضيق النخاعي القطني في سلسلة الفحص الطبي السريري التابعة لدورية الجمعية الطبية الأمريكية أنه يمكن النظر في المتلازمة عندما يحدث ألم الأطراف السفلية مع ألم الظهر. تحدث المتلازمة لدى 12% من الرجال المسنين في المجتمع، وما يصل إلى 21% من الرجال المتقاعدين.
تتشابه أعراض التضيق النخاعي القطني الأعراض الموجودة في العرج الوعائي، ولهذا السبب يستخدم مصطلح العرج الكاذب لوصف أعراض التضيق النخاعي القطني. تشمل هذه الأعراض إحساس بالألم والضعف والوخز في الساقين، وهو ما قد ينتشر إلى القدمين. قد تشمل الأعراض الإضافية في الساقين التعب والثقل والضعف والشعور بالوخز أو التنميل أو الخدر والتشنج، بالإضافة إلى الأعراض المثانية. تكون الأعراض في معظم الحالات متناظرة وثنائية الجانب، ولكنها قد تكون أحادية الجانب. يكون ألم الساق عادةً أكثر إزعاجًا من آلام الظهر.
يزداد العرج الكاذب الذي يشار إليه حالًا باسم العرج العصبي سوءًا مع الوقوف أو المشي، ويتحسن مع الجلوس وغالبًا ما يكون مرتبطًا بالوضعيات التي يتمدد فيها النخاع القطني. يكون الاستلقاء على الجانب أكثر راحة من الاستلقاء الظهري، لأنه يسمح بقدر أكبر من الثني القطني. قد تشابه أعراض العرج الوعائي أعراض العرج العصبي، إذ قد يعاني بعض الأفراد من أعراض أحادية أو ثنائية الجانب تنتشر إلى الساقين، بدلًا من أعراض العرج الحقيقي التقليدية.
تشمل الأعراض الأولى للتضيق نوبات من آلام أسفل الظهر. بعد بضعة أشهر أو سنوات، قد يتقدم هذا إلى العرج. قد يكون الألم جذريًا، يتبع المسارات العصبية الكلاسيكية. يحدث هذا عندما تصبح الأعصاب الشوكية أو الحبل الشوكي محاصرة بشكل متزايد في مساحة أصغر داخل القناة. من الصعب تحديد ما إذا كان الألم عند كبار السن ناجمًا عن نقص الإمداد الدموي أو عن التضيق، ولكن يمكن للاختبارات أن تميز بينهما. رغم ذلك، قد يعاني بعض المرضى من الحالتين.
في حالة الأشخاص الذين يعانون من آلام الأطراف السفلية وآلام الظهر، يصبح احتمال أن يكون التضيق القطني هو السبب أكبر بمرتين لدى من تزيد أعمارهم عن 70 عامًا، بينما يكون لدى من تقل أعمارهم عن 60 عامًا أقل من النصف. تكون صفات الألم مفيدة أيضًا للتشخيص. عندما لا يحدث الانزعاج أثناء الجلوس، يزداد احتمال التضيق النخاعي القطني بشكل ملحوظ بنحو 7.4 مرة. وتتضمن السمات الأخرى التي تزيد من احتمالية التضيق النخاعي القطني: تحسن الأعراض عند الانحناء للأمام (6.4 مرات)، والألم الذي يحدث في كل من الأرداف أو الساقين (6.3 مرات)، ووجود عرج عصبي (3.7 مرة). من ناحية أخرى، يجعل غياب العرج العصبي من التضيق القطني أقل احتمالًا في تفسير الألم.

## العلاج
العلاجات غير الجراحية واستئصال الصفيحة الفقرية هما العلاج القياسي للتضيق النخاعي القطني، ويُنصَح عادةً بتجربة العلاج المحافظ. يُنصَح الأفراد عمومًا بتجنب الضغط على أسفل الظهر، خاصةً أثناء تمدد العمود الفقري. قد يوصى ببرامج العلاج الفيزيائي التي تقوي الجذع وتقدم التمارين الهوائية. لا توجد أدلة علمية حاسمة حول ما إذا كان النهج المحافظ أو العلاج الجراحي أفضل في حالة التضيق النخاعي القطني.

### العلاج الدوائي
الأدلة على استخدام التدخلات الدوائية في علاج التضيق النخاعي القطني ضعيفة. قد يكون استخدام الكالسيتونين عن طريق الحقن لا عن طريق الأنف مفيدًا لتخفيف الآلام على المدى القصير. قد يؤدي الحقن فوق الجافية أيضًا إلى تقليل الألم بشكل عابر، ولكن لا يوجد أي دليل على فائدة ذلك على المدى الطويل. لا تُحسّن إضافة الستيروئيدات القشرية إلى هذه الحقن النتيجة، ويعتبر استخدام حقن الستيروئيدات فوق الجافية أمر مثير للجدل والأدلة على فعاليتها متناقضة.
تُستخدم الأدوية غير الستيروئيدية المضادة للالتهابات والمرخيات العضلية والمسكنات الأفيونية لعلاج آلام أسفل الظهر، لكن الأدلة على فعاليتها قليلة.

### العلاج الجراحي
يبدو أن الجراحة تؤدي إلى نتائج أفضل إذا استمرت الأعراض بعد 3-6 أشهر من العلاج المحافظ. يعد استئصال الصفيحة الفقرية أكثر العلاجات الجراحية فعالية. تؤدي الجراحة إلى تحسن 60-70% من الحالات التي تزداد فيها الأعراض سوءًا على الرغم من العلاج المحافظ. يوجد إجراء آخر يتم باستخدام جهاز تبعيد بيني يعرف باسم إكس-ستوب، لكنه كان أقل فعالية وأكثر تكلفة عند إصلاح مستويات عديدة من العمود الفقري. كلتا العمليتين الجراحيتين أكثر تكلفة من العلاج الدوائي.